# 教えて・からだのミカタ
教えて・からだのミカタ（おしえて・からだのみかた）は、2007年よりBS-TBSで放送していた健康番組（生活情報番組）。2011年9月終了。放送日時は毎週土曜日の18:00～18:30（再放送は毎週日曜日の21:30～22:00と翌週の同時間帯で計3回）。

## 概要
- 番組キャッチコピーは、“毎日を生き生きと健康に暮らしたい！健康づくりの正しいミカタをご紹介”。
- DHCによる1社提供番組である。
- 放送後、番組公式サイトで本編動画が公開される。

## 出演者

### 番組終了時点
- 別所哲也
- 田中律子（2010年10月23日 - 最終回）
- 小笠原聖（2009年5月2日 - 最終回）
- 宮内亜弥子（2009年5月16日 - 2010年8月28日・2011年4月 - 最終回）
- 川瀬良子（2011年 - 最終回）

### 歴代の出演者
- 倉本康子（放送開始 - 2010年10月16日）
- 枦山南美（2009年4月18日 - 2010年12月）
- 出射由佳（2010年6月19日 - 2011年3月）※事実上、宮内亜弥子の代役だった

## スタッフ
- ディレクター
- プロデューサー：笹嶋英之（BS-TBS）、石岡茂雄
- 技術協力：IMAGICA、e-naスタジオ、Thee BLUEBEAT
- 美術協力：フジアール
- 製作著作：BS-TBS、D:COMPLEX